# مؤسسه سرطان باربارا آن کارمانوس
موسسه سرطان باربارا آن کارمانوس (به انگلیسی: Barbara Ann Karmanos Cancer Institute) بیمارستانی غیرانتفاعی در  کشور ایالات متحده آمریکا است که در سال ۱۹۴۳ میلادی ساخته شده و دارای ۱۲۳ تخت است.